# 保罗一世 (俄罗斯)
保罗一世·彼得羅維奇（羅馬化：Pavel I Petrovich；1754年10月1日—1801年3月23日，或譯帕維爾一世）是俄罗斯帝国皇帝，1796年至1801年間在位。他42歲登基，僅在位5年。

## 童年

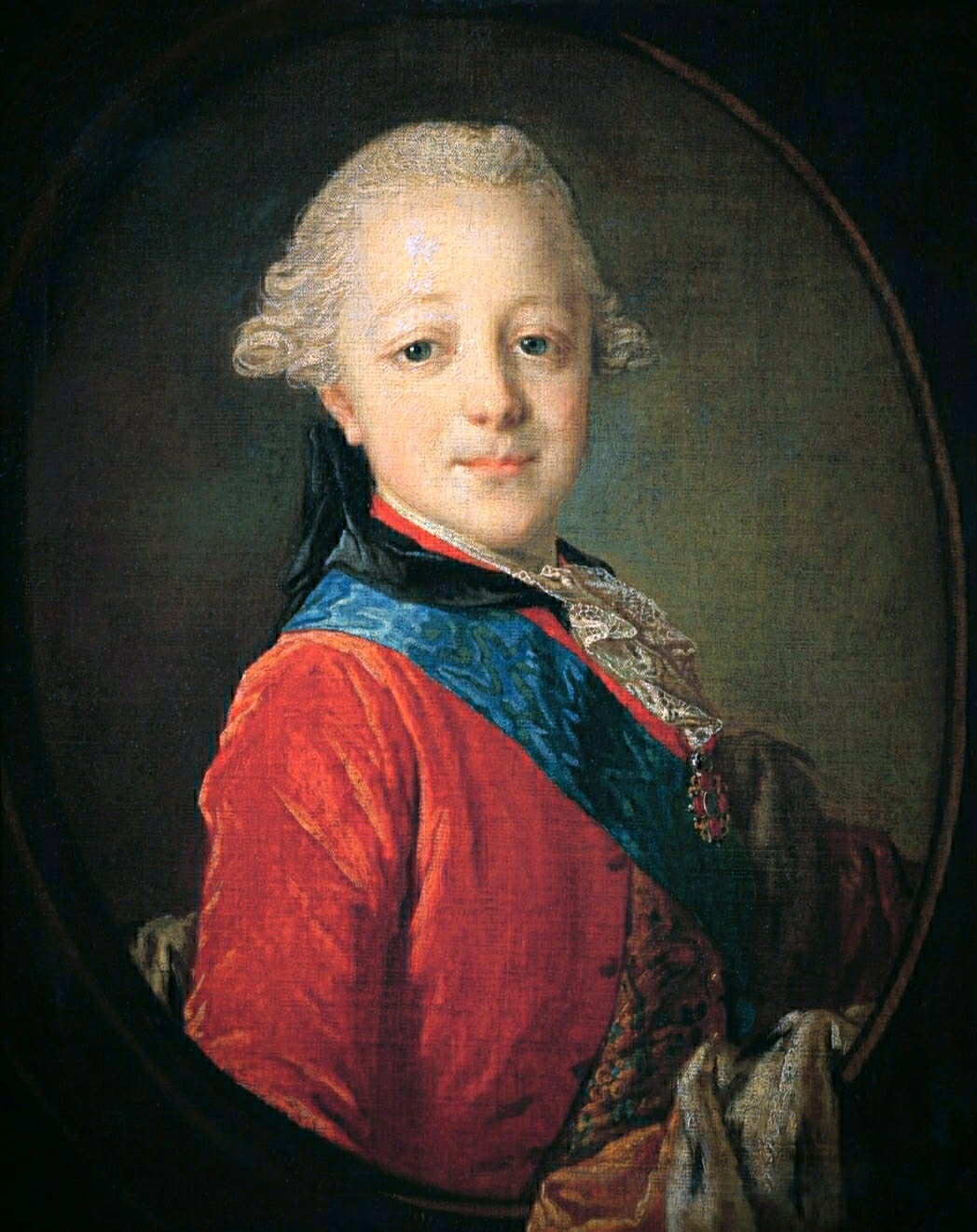
俄罗斯沙皇保罗一世童年

保罗一世的父親是彼得三世，母親是叶卡捷琳娜二世。有傳聞稱其為1752年9月－1755年春成為葉卡捷琳娜情夫的俄羅斯族禁衛軍長官謝爾蓋·薩爾特科夫的兒子，但保罗無論長相還是性格简直都是其父彼得三世的翻版。

## 統治
保罗一世即位後廢除了很多舊有的政策，又自訂新的，加強了獨裁，以維持專制權力為目標。為了鞏固政權，登基時就宣佈修改王位繼承法，為「長子繼承法」。這解決了羅曼諾夫王朝家族一直存在著家族傳位的問題。又修改了農奴的制度，農奴每週只需為地主工作三天，天真的想減輕農奴的壓力。保罗一世對軍事極感興趣，自小就在皇宮內製作屬於自己的軍事模型，他崇尚普魯士嚴格的軍事制度，通令俄軍一律改著普魯士服飾的軍裝。
保罗一世在俄國歷史上是一位謎樣的沙皇，他被认为有精神疾病，自认是救世主的化身，希望重新统一天主教和东正教，并为此在圣彼得堡建设了与罗马圣彼得大教堂相似的喀山大教堂。
保罗·彼得罗维奇对法国大革命表现了极度的恐惧。1798年参加反法同盟，派遣苏沃洛夫远征瑞士和意大利。当拿破仑登台之后，又对拿破仑表示信服，企图与英国断交，遭到与英国有往来的贵族、商人的反对。

## 逝世
保罗一世一直夢想著屬於自己的城堡，不計代價要求工人日以繼夜的趕工建造。但他殘暴的統治和反覆無常極為矛盾的外交政策與作為，引起貴族和軍隊的仇視與暗中取笑。
1801年3月23日晚上，一群被解職的軍官在新落成的米哈伊洛夫宮裡謀殺了保罗。暗殺者包括在俄羅斯服役的漢諾威將軍本尼格森和格魯吉亞人亞什維爾將軍。他們一起吃飯後喝得滿臉通紅，之后衝進保罗的臥室，發現皇帝躲在角落裡的一些窗簾後面。陰謀者把他拉了出來，強迫他坐到桌子上，並試圖迫使他簽署退位書。保罗试图抵抗，尼古拉·祖博夫用劍襲擊了他，隨後刺客勒住他的脖子並踐踏他，将他杀死。俄羅斯王位繼承人，保罗的23歲的兒子亞歷山大，在保罗被殺時實際上正在宮殿裡；他同意推翻保罗，但沒想到這會用暗殺的方式來實現。祖博夫宣布他成為繼承人，並告誡道：“是長大成人的时候了！去統治吧！” 亞歷山大一世沒有懲罰刺客，宮廷醫生詹姆斯懷利宣布中風為保罗的官方死因。

## 後世評價
俄國名詩人普希金稱保罗一世為俄國最浪漫的皇帝；英國人稱他為哈姆雷特；拿破崙稱之為唐吉訶德。「瘋君」保罗短暫在位的五年，是俄國歷史的短暫脫軌，也等於俄國歷史上的一個鬧劇。俄國特有的矛盾民族性，在他身上展露無疑。世人評價保罗一世為瘋顛卻又慈善的謎樣帝王。
2003年《哭泣的沙皇》(Poor, Poor Pavel)是以真實歷史事件為基礎拍攝的電影，描述沙皇保罗一世的真實與幽默，最後遭到宮廷親信的陰謀與謀殺；是部關於忠誠與背叛的電影，天才與狂人的絕響。

## 家庭
保罗先后娶过两位妻子。1773年，保罗與黑森-達姆施塔特伯爵路德維希九世的女兒威廉明妮結婚，但其於1776年死于难产，兩人之間並無子女。
1776年10月7日，保罗一世再娶第二位皇后是符騰堡公國女公爵索非亚·多萝西娅·奥古斯塔·路易莎（玛丽亚·费奥多萝芙娜），兩人有10个孩子，其中4个是儿子，包括后来的亚历山大一世和尼古拉一世。
| 名字                        | 出生           | 逝世           | 备注 |
| --------------------------- | -------------- | -------------- | --- |
| 亞歷山大一世                | 1777年12月12日 | 1825年11月19日 | 1793年10月9日迎娶巴登的路易絲公主（1779年-1826年）；有2名女兒但皆在孩童時代早逝                                                              |
| 康斯坦丁·巴甫洛維奇大公     | 1779年4月27日  | 1831年6月15日  | |
| 亞歷山德拉·巴甫洛夫娜女大公 | 1783年8月9日   | 1801年3月16日  | |
| 赫蓮娜·巴甫洛夫娜女大公     | 1784年12月13日 | 1803年9月24日  | |
| 瑪麗亞·巴甫洛夫娜女大公     | 1786年2月4日   | 1859年6月23日  | |
| 葉卡捷琳娜·巴甫洛夫娜女大公 | 1788年5月21日  | 1819年1月9日   | |
| 奧爾加·巴甫洛夫娜女大公     | 1792年7月22日  | 1795年1月26日  | |
| 安娜·巴甫洛芙娜女大公       | 1795年1月7日   | 1865年3月1日   | 1816年2月21日嫁給尼德蘭國王威廉二世，兩人育有4個兒子和1個女兒。                                                                              |
| 尼古拉一世                  | 1796年6月25日  | 1855年2月18日  | 1817年7月13日迎娶普魯士王國腓特烈·威廉三世與王后梅克倫堡-施特雷利茨的路易絲的長女亞歷山德拉·費奧多羅芙娜，兩人生下4子3女，長子為亞歷山大二世 |
| 米哈伊爾·巴甫洛維奇大公     | 1798年2月8日   | 1849年9月9日   | 1824年2月20日迎娶符腾堡国王腓特烈一世的孙女夏洛特公主，兩人生下5个女儿                                                                       |